# Séisme de 1882 au Panama
Le séisme de 1882 au Panama s'est produit à 3 h 20 heure locale (8 h 20 UTC) le 7 septembre 1882.

## Déroulement et conséquences
L'épicentre du tremblement de terre était situé dans le golfe de San Blas (es), ou se situent l'archipel de San Blas, et sa magnitude variait entre 7,71 et 7,92 sur l'échelle de Richter. La durée qui était de 60 secondes, a généré trois fortes répliques et d'autres mineures pendant une période de cinq jours.
Le tremblement de terre a touché les villes de Panama et de Colón, où il a fait 5 morts, avec en plus de graves dommages au chemin de fer du Panama et à la vieille ville de la capitale, avec des effondrements partiels de la Cathédrale-basilique Sainte-Marie et du bâtiment Cabildo. 
Dans la ville de Colón, les bâtiments en bois ont été gravement endommagés. De plus, cela a causé des dommages importants aux travaux du canal commencés par la Compagnie universelle du canal interocéanique de Panama, obligeant les travaux à être suspendus pendant un certain temps et engendrant un sérieux revers.
Dans la comarque Guna Yala, le tremblement de terre a généré un puissant tsunami qui a dévasté l'archipel de San Blas et les côtes de la région indigène.
Quatre vagues d'une hauteur de 3 à 4 mètres ont été signalées. La première vague est arrivée entre 15 et 30 minutes après le tremblement de terre. De nombreuses îles de l'archipel, minuscules et plates, ont été emportées par les eaux pendant plusieurs minutes. De nombreux kunas, habitants autochtones de la région, se sont noyés. Les rapports font état de 700 à 2 500 décès dus au tsunami.
 Les autorités panaméennes n'ont été informées des dégâts causés par le tsunami qu'un mois après le tremblement de terre, après l'arrivée d'un Kuna dans la capitale panaméenne pour signaler la catastrophe.
Ce tsunami est considéré comme celui ayant fait plus de victimes au Panama.